# 226
Cette page concerne l'année 226  du calendrier julien. Pour l'année 226 av. J.-C., voir 226 av. J.-C. Pour le nombre 226, voir 226 (nombre).
L'année 226 est une année commune qui commence un dimanche.

## Événements
- 29 juin, Chine : mort de Cao Pi. Son fils Cao Rui devient roi du royaume de Wei[1].

- 26 septembre[2], Perse : début de la première année du règne du sassanide Adachîr Ier. Il est couronné « Roi des rois » à Ctésiphon le 6 avril 227[3], qu’il prend pour capitale après la prise de la ville[4]. Maître de l’empire parthe, il revendique tous les domaines des anciens perses, c’est-à-dire l’Asie occidentale jusqu’à la Méditerranée.

- Empire romain : à la mort de Julia Maesa, grand-mère d’Élagabal et de Sévère Alexandre, ce dernier subit l’influence de sa mère Julia Mamaea[5].

## Décès en 226
- 29 juin : Cao Pi, roi de Wei.
- Julia Maesa, impératrice romaine.